# L'amore non basta mai
L'amore non basta mai è un film del 2004 della regista svedese Maria Blom.

## Trama
Mia, che da molto tempo è andata a vivere a Stoccolma, fa ritorno al suo paese natale in occasione del settantesimo compleanno del padre.
Qui incontra le due sorelle maggiori che non vedeva da tempo. Fra loro si manifesta subito una situazione di incomprensione che diventa attrito nel momento in cui il padre decide di ospitarla in un capanno in riva al lago molto ambito anche dalle sue sorelle. Durante il soggiorno ha modo di incontrare altre persone, da lei conosciute in giovinezza, nessuna delle quali sembra esser contenta della vita che conduce.

## Premi
Il film è stato candidato al premio Oscar al miglior film straniero in rappresentanza della Svezia.
Guldbagge - 2005
Miglior film
Miglior attrice non protagonista a Kajsa Ernst
Migliore sceneggiatura a Maria Blom
Candidatura a miglior regista a Maria Blom
Candidatura a miglior attrice a Sofia Helin
Candidatura a migliore attrice non protagonista a Ann Petrén
Candidatura a miglior attore non protagonista a Joakim Lindblad